# گاردیا
گاردیا (به لهستانی:  Gardeja) یک روستا در لهستان است که در گمینا گاردیا واقع شده‌است.
 گاردیا  ۲٬۵۰۰ نفر جمعیت دارد.